# 日本国憲法前文
日本国憲法 前文（にほんこく〈にっぽんこく〉けんぽう ぜんぶん）は、日本国憲法の条文の前にある文章で、趣旨や基本原則について記している。
日本国憲法前文は、日本国憲法の一部としての性質を有しており、例えば、第1条と相まって国民主権に関する根拠規定とされる。なお前文の前には、上諭が付されている。なお、GHQ草案で「茲ニ人民ノ意思ノ主權ヲ宣言シ」とあったものは帝国議会に提出されるまでに「ここに国民の総意が至高なものであることを宣言し」と修正され、議会審議中にGHQの指示で「ここに主権が国民に存することを宣言し」と修正された（日本国憲法の歴史的概要）。

## 解説
日本国憲法前文を起草したのはGHQ民政局でGHQ草案作成の運営委員だったアルフレッド・ハッシーである 。
彼は段落ごとに他の資料を転用して前文を作成したが、主な転用は以下の通りである。
- 一段落目 アメリカ憲法前文
- 二段落目 リンカーンのゲティスバーグ演説
- 三段落目 マッカーサー・ノート
- 四段落目 テヘラン宣言
- 五段落目 大西洋憲章
- 六段落目 アルフレッド・ハッシー自作
- 七段落目 独立宣言

前文の基本原理
1. 国民主権
2. 基本的人権の尊重
恐怖から免れる権利（自由権）
欠乏から免れる権利（社会権）
平和のうちに生存する権利（平和的生存権）
3. 平和主義

国民主権の下で初めて基本的人権が成り立つという関係に立脚し、国民主権と基本的人権が広義の民主主義の両輪として機能することが、「人類普遍の原理」と位置づけられている。
また、人間の自由及び平和的生存は、「恒久の平和」の実現によって確保されるのであり、平和主義は基本的人権及び国民主権と密接な関係にある。国内の民主主義と国際の平和の一体性は、近代的憲法の精神を邁進してきた原則である。
日本国憲法前文における憲法制定主体である「日本国民」に天皇は含まれない。

### 三大原理への批判
今日、学校教育で教えられている日本国憲法前文に示された日本国憲法の三大原則、すなわち「国民主権」、「基本的人権の尊重」、「平和主義」は昭和29年（1954年）の鳩山内閣の時に日本の主権が回復され、憲法改正ないし自主憲法制定の気運が盛り上がった時に護憲派勢力が譲れない三つの原則として打ち出したものである。
宮沢俊義は著書の中で憲法には十六の原則があると書き、その師匠の美濃部達吉は憲法には四つの原則があると書いている。
日本国憲法の三つの重要な考え方を示したのは文部省が浅井清に作成させた1947年の『あたらしい憲法のはなし』であり、その三つは民主主義、国際平和主義、主権在民主義であった。
昭和28年に文部省が発行した社会科副読本の『あたらしい憲法の話』では憲法前文に示された原則は「民主主義」と「国際平和主義」「主権在民主義」であった。本文の項目では「民主主義とは」「国際平和主義」「主権在民主義」と同格に「天皇陛下」の項目として象徴天皇制の六大原則であった。その後1960年代初頭に小林直樹によって公刊された教科書において現在の三大原理が見られるようになった。
つまり三大原則という捉え方やその内容が「国民主権」「基本的人権の尊重」「戦争の放棄」に限定されるのは一般的ではないとされる。
今日では日本国憲法の基本原則を三つに限定する必要はないと言われている。前文冒頭の議会制民主主義や第一章の象徴天皇制、他に議院内閣制なども憲法の基本原則と捉えられるとも言われる。

## 解釈
前文も、本文とともに憲法典を構成することから法的性格を有し、憲法改正手続きによらなければ改正することはできないとするのが通説・判例である。例えば「人類普遍の原理〔…〕に反する一切の憲法、法令及び詔勅を排除する」というのは、大日本帝国憲法を排除するのにとどまらず、憲法96条に基づく改正において前文のいう「人類普遍の原理」に反するような改正は許されないと解される。
もっとも、通説は前文を直接の根拠として裁判で争うことはできないとする。前文は、憲法の原理や理想を抽象的に言明したに過ぎず、具体性を欠くこと、前文の趣旨は本文の各条項において具体化されているので条文に基づいて訴えることによっても救済の手段は確保されることなどが根拠とされている。判例も前文の裁判規範性を実質的に否定する。

## 批判
比較憲法学者の西修は日本国憲法前文の多くの部分に他の憲法や宣言からの引用があり、「コピペ」の一種としている。日本国憲法前文「日本国民は、われらとわれらの子孫のために、わが国全土にわたつて自由のもたらす恵沢を確保し、この憲法を確定する」はアメリカ合衆国憲法(1787年)前文「われら合衆国国民は、われらとわれらの子孫のために、自由のもたらす恵沢を確保する目的で、アメリカ合衆国のために、この憲法を制定し、確定する」、日本国憲法前文「われらは、平和を維持し、専制と隷従、圧迫と偏狭を地上から永遠に除去しようと努めてゐる国際社会において、名誉ある地位を占めたいと思ふ」はテヘラン宣言(1943年)「われらは、その国民がわれら三国国民とおなじく、専制と隷従、圧迫と偏狭を排除しようと努めている、大小すべての国家の協力と積極的参加を得ようと努める」、日本国憲法前文「われらは、全世界の国民が、ひとしく恐怖と欠乏から免かれ、平和のうちに生存する権利を有することを確認する」は大西洋憲章(1941年)「すべての国のすべての人間が、恐怖と欠乏から免かれ、その生命を全うすることを保障するような平和が確立されることを希望する」の引用であり、リンカーンの演説や米国独立宣言などからの引用も見られるとしている。また「自由のもたらす恵沢」「専制と隷従、圧迫と偏狭」「恐怖と欠乏から免かれ」などは英文がまったく同一であるとしている。

弁護士で伊藤塾塾長の伊藤真は平和的生存権の観点から、前文にも裁判規範性を認める解釈を主張している。。
憲法学者の中川剛は「平和を愛する諸国民の公正と信義に信頼して、われらの安全と生存を保持しようと決意した。」の部分について、「『平和を愛する諸国民』と『全世界の国民』は憲法前文で区別されているので、平和を愛する諸国民とそうでない国民が全世界の国民のうちに存在することが前提となっている」とした上で、「憲法前文にいう『平和を愛する諸国民』はアメリカ合衆国以外にはありえない」と主張している。ただし、GHQ草案で諸国民の元となった言葉は世界の人々(peoples of the world）である。
産経新聞はコラム『産経抄』で日本国憲法前文の「平和を愛する諸国民の公正と信義に信頼して、われらの安全と生存を保持しようと決意した」の部分について「日本国は日本人の命を自ら守るつもりはなく、すべて諸外国に委ねるという奴隷国家宣言、あるいは日本人に戦力を持たせると危険なのでそれは禁止するが、日本人以外の諸国民はみんなまともで信頼できるという事である」と主張しており、「GHQ(連合国総司令部)の日本人に対する偏見と蔑視、差別意識が漂う」としている。
矢部宏冶は著書「知ってはいけない隠された日本支配の構造」(講談社現代新書)で「1945年終戦・占領時は、各国軍隊は国際連合の元に国連軍として各国を防衛する理想から世界にゆだねたが、1950年の朝鮮戦争で冷戦が始まり国連軍が機能しないのに、その後に憲法改正されないので矛盾が生じた」としている。
八木秀次は、憲法の原案を起草したGHQ民政局のスタッフは『ザ・フェデラリスト』（1788）を参照しており、この著書はモンテスキューの『法の精神』（1748）を下敷きにしており、直接民主主義の危険性と間接民主主義がより「いっそう公共の善」にかなうと指摘する内容を受容していた。この思想に基づいて日本国憲法前文の冒頭には「日本国民は、正当に選挙された国会における代表者を通じて行動し」と間接民主制による民主主義が確認されている。しかし、日本の憲法学においては人民主権の立場から直接民主主義を理想とし、やむをえず間接民主主義をとっているという説明がなされ、一般の理解を混乱させているとする。
憲法改正派であるが慎重派の小林節は「現行憲法の前文には１ヵ所だけ欠点があります。」と言い次のように修正すべきだと主張している。「「平和を愛する諸国民の公正と信義に『信頼』して」とは書かずに、そこを『期待』に変えます。平和を他国の諸国民に「託して」しまわないで、平和を愛する諸国民の公正と信義に「期待」して、期待している以上裏切られる可能性もあるから、国土防衛の戸締りはしていきますという第９条につながります。もちろん、こちらからは襲いませんが、攻めてきたらただではおかないということです。」そしてこのことによって「ここは変えますが、そういう微調整だけ施して今の理想主義的な前文を私は残したいと思っています。」と言っている。
国際政治学者の篠田英朗は三大原理は実際には前文中に書かれてていないと指摘する。
宮沢俊義は著書の中で憲法には十六の原則があると書き、その師匠の美濃部達吉は憲法には四つの原則があると書いている。
日本国憲法の三つの重要な考え方を示したのは文部省が浅井清に作成させた1947年の『あたらしい憲法のはなし』であり、その三つは民主主義、国際平和主義、主権在民主義であった。
その後1960年代初頭に小林直樹によって公刊された教科書において現在の三大原理が見られるようになった。
しかし、実際に前文中に書かれている原理は「そもそも国政は国民の厳粛な信託によるものであって、その権威は国民に由来し、その権力は国民の代表者がこれを行使し、その福利は国民がこれを享受する。これは人類普遍の原理であり、この憲法はかかる原理に基づくものである」という部分であり、これは現在の日本の憲法学が説明するドイツ国法学的またはフランス革命的な「国民主権」ではなく、ジョン・ロックやジェファーソンのような英米思想の社会契約論を表しており、「国政は国民の信託」という政府と人民との契約関係こそ前文中に示された日本国憲法の一大原理だと指摘する。
また前文中にある「平和を愛する諸国民」とは1941年「大西洋憲章」で連合国側諸国を指す言葉として用いられたもので、1945年国連憲章にも同じような言葉があり、国際法と日本国憲法の連動性を表しており、「平和を愛する諸国民」とは国連憲章を中心になって起草したアメリカを中心とした国連加盟国のことを指していると指摘している。

## 関連訴訟・判例
- 長沼ナイキ事件
  - 札幌高裁判決　昭和51年8月5日
  - 札幌地裁判決　昭和48年9月7日
- 砂川事件
  - 最高裁大法廷判決　昭和34年12月16日　刑集13巻13号3225頁

## 沿革

### GHQ草案
「GHQ草案」、国立国会図書館「日本国憲法の誕生」。

#### 日本語
我等日本國人民ハ、國民議會ニ於󠄁ケル正當ニ選󠄁擧セラレタル我等ノ代表者󠄁ヲ通󠄁シテ行動シ、我等自身及󠄁我等ノ子孫ノ爲ニ諸󠄀國民トノ平󠄁和的協力及󠄁此ノ國全󠄁土ニ及󠄁フ自由ノ祝󠄀福󠄁ノ成果ヲ確保スヘク決心シ、且政府ノ行爲ニ依リ再󠄀ヒ戰爭ノ恐威ニ訪レラレサルヘク決意シ、茲ニ人民ノ意思ノ主權ヲ宣言シ、國政ハ其ノ權能ハ人民ヨリ承ケ其ノ權力ハ人民ノ代表者󠄁ニ依リ行使󠄁セラレ而シテ其ノ利益󠄁ハ人民ニ依リ享有セラルトノ普遍󠄁的原則ノ上ニ立ツ此ノ憲󠄁法ヲ制定確立ス、而シテ我等ハ此ノ憲󠄁法ト牴觸スル一切ノ憲󠄁法、命令、法律及󠄁詔敕ヲ排斥及󠄁廢止ス
我等ハ永世ニ亙リ平󠄁和ヲ希求シ且今ヤ人類󠄀ヲ搖リ動カシツヽアル人間關係支配󠄁ノ高貴ナル理念ヲ滿全󠄁ニ自覺シテ、我等ノ安全󠄁及󠄁生存ヲ維持スル爲世界ノ平󠄁和愛好諸󠄀國民ノ正義ト信義トニ依倚センコトニ意ヲ固メタリ、我等ハ平󠄁和ノ維持竝ニ橫暴、奴隸、壓制及󠄁無慈悲ヲ永遠󠄁ニ地上ヨリ追󠄁放スルコトヲ主義方針トスル國際社會內ニ名譽ノ地位ヲ佔メンコトヲ欲求ス、我等ハ萬國民等シク恐怖ト缺乏ニ虐󠄁ケラルル憂ナク平󠄁和ノ裏ニ生存スル權利ヲ有スルコトヲ承認󠄁シ且之ヲ表白ス
我等ハ如何ナル國民モ單ニ自己ニ對シテノミ責任ヲ有スルニアラスシテ政治道󠄁德ノ法則ハ普遍󠄁的ナリト信ス、而シテ斯ノ如キ法則ヲ遵󠄁奉スルコトハ自己ノ主權ヲ維持シ他國民トノ主權ニ基ク關係ヲ正義付ケントスル諸󠄀國民ノ義務ナリト信ス
我等日本國人民ハ此等ノ尊󠄁貴ナル主義及󠄁目的ヲ我等ノ國民的名譽、決意及󠄁總力ニ懸ケテ誓フモノナリ

#### 英語
We, the Japanese People, acting through our duly elected representatives in the National Diet, determined that we shall secure for ourselves and our posterity the fruits of peaceful cooperation with all nations and the blessings of liberty throughout this land, and resolved that never again shall we be visited with the horrors of war through the action of government, do proclaim the sovereignty of the people's will and do ordain and establish this Constitution, founded upon the universal principle that government is a sacred trust the authority for which is derived from the people, the powers of which are exercised by the representatives of the people, and the benefits of which are enjoyed by the people; and we reject and revoke all constitutions, ordinances, laws and rescripts in conflict herewith.
Desiring peace for all time and fully conscious of the high ideals controlling human relationship now stirring mankind, we have determined to rely for our security and survival upon the justice and good faith of the peace-loving peoples of the world. We desire to occupy an honored place in an international society designed and dedicated to the preservation of peace, and the banishment of tyranny and slavery, oppression and intolerance, for all time from the earth. We recognize and acknowledge that all peoples have the right to live in peace, free from fear and want.
We hold that no people is responsible to itself alone, but that laws of political morality are universal; and that obedience to such laws is incumbent upon all peoples who would sustain their own sovereignty and justify their sovereign relationship with other peoples.
To these high principles and purposes we, the Japanese People, pledge our national honor, determined will and full resources. 

### 憲法改正草案要綱
「憲法改正草案要綱」、国立国会図書館「日本国憲法の誕生」。

日本國民ハ、國會ニ於󠄁ケル正當ニ選󠄁擧セラレタル代表者󠄁ヲ通󠄁ジテ行動シ、我等自身及󠄁子孫ノ爲ニ諸󠄀國民トノ平󠄁和的協力ノ成果及󠄁此ノ國全󠄁土ニ及󠄁ブ自由ノ福󠄁祉󠄁ヲ確保シ、且政府ノ行爲ニ依リ再󠄀ビ戰爭ノ慘禍󠄀ノ發生スルガ如キコトナカラシメンコトヲ決意ス。乃チ茲ニ國民至高意思ヲ宣言シ、國政ヲ以テ其ノ權威ハ之ヲ國民ニ承ケ、其ノ權力ハ國民ノ代表者󠄁之ヲ行使󠄁シ、其ノ利益󠄁ハ國民之ヲ享有スベキ崇高ナル信託ナリトスル基本的原理ニ則リ此ノ憲󠄁法ヲ制定確立シ、之ト牴觸スル一切ノ法令及󠄁詔敕ヲ廢止ス。
日本國民ハ永世ニ亙リ平󠄁和ヲ希求シ、人間關係ヲ支配󠄁スル高邁ナル理想ヲ深ク自覺シ、我等ノ安全󠄁及󠄁生存ヲ維持スル爲世界ノ平󠄁和愛好諸󠄀國民ノ公󠄁正ト信義ニ信倚センコトヲ期ス。
日本國民ハ平󠄁和ヲ維持シ且專制、隸從、壓抑及󠄁偏󠄁狹ヲ永遠󠄁ニ拂拭セントスル國際社󠄁會ニ伍シテ名譽アル地位ヲ佔メンコトヲ庶幾フ。我等ハ萬國民均シク恐怖ト缺乏ヨリ解放セラレ、平󠄁和ノ裡ニ生存スル權利ヲ有スルコトヲ主張シ且承認󠄁ス。
我等ハ何レノ國モ單ニ自己ニ對シテノミ責任ヲ有スルニ非ズシテ、政治道󠄁德ノ法則ハ普遍󠄁的ナルガ故ニ、之ヲ遵󠄁奉スルコトハ自國ノ主權ヲ維持シ他國トノ對等關係ヲ主張セントスル各國ノ負󠄁フベキ義務ナリト信ズ。
日本國民ハ國家ノ名譽ヲ賭シ全󠄁力ヲ擧ゲテ此等ノ高遠󠄁ナル目的ヲ達󠄁成センコトヲ誓フ。

### 憲法改正草案
「憲法改正草案」、国立国会図書館「日本国憲法の誕生」。

日本国民は、正当に選挙された国会における代表者を通じて行動し、われらとわれらの子孫のために、諸国民との協和による成果と、わが国全土にわたつて自由のもたらす恵沢を確保し、政府の行為によつて再び戦争の惨禍が起ることのないやうにすることを決意し、ここに主権が国民に存することを宣言し、この憲法を確定する。そもそも国政は、国民の厳粛な信託によるものであつて、その権威は国民に由来し、その権力は国民の代表者がこれを行使し、その福利は国民がこれを享受する。これは人類普遍の原理であり、この憲法は、かかる原理に基くものである。われらは、これに反する一切の憲法、法令及び詔勅を排除する。
日本国民は、恒久の平和を念願し、人間相互の関係を支配する崇高な理想を深く自覚するのであつて、平和を愛する諸国民の公正と信義に信頼して、われらの安全と生存を保持しようと決意した。われらは、平和を維持し、専制と隷従、圧迫と偏狭を地上から永遠に除去しようと努めてゐる国際社会において、名誉ある地位を占めたいと思ふ。われらは、全世界の国民が、ひとしく恐怖と欠乏から免かれ、平和のうちに生存する権利を有することを確認する。
我らは、いづれの国家も、自国のことのみに専念して他国を無視してはならぬのであつて、政治道徳の法則は、普遍的なものであると信ずる。この法則に従ふことは、自国の主権を維持し、他国と対等関係に立たうとする各国の責務であると信ずる。
日本国民は、国家の名誉に懸け、全力をあげてこの高遠な主義と目的を達成することを誓ふ。

### 帝国憲法改正案
「帝国憲法改正案」、国立国会図書館「日本国憲法の誕生」。

日本国民は、国会における正当に選挙された代表者を通じて、我ら自身と子孫のために、諸国民との間に平和的協力を成立させ、日本国全土にわたつて自由の福祉を確保し、政府の行為によつて再び戦争の惨禍が発生しないやうにすることを決意し、ここに国民の総意が至高なものであることを宣言し、この憲法を確定する。そもそも国政は、国民の崇高な信託によるものであり、その権威は国民に由来し、その権力は国民の代表者がこれを行ひ、その利益は国民がこれを受けるものであつて、これは人類普遍の原理であり、この憲法は、この原理に基くものである。我らは、この憲法に反する一切の法令と詔勅を廃止する。
日本国民は、常に平和を念願し、人間相互の関係を支配する高遠な理想を深く自覚するものであつて、我らの安全と生存をあげて、平和を愛する世界の諸国民の公正と信義に委ねようと決意した。我らは、平和を維持し、専制と隷従と圧迫と偏狭を地上から永遠に払拭しようと努めてゐる国際社会に伍して、名誉ある地位を占めたいものと思ふ。我らは、すべての国の国民が、ひとしく恐怖と欠乏から解放され、平和のうちに生存する権利を有することを確認する。
我らは、いづれの国家も、自国のことのみに専念して他国を無視してはならぬのであつて、政治道徳の法則は、普遍的なものであると信ずる。この法則に従ふことは、自国の主権を維持し、他国と対等関係に立たうとする各国の責務であると信ずる。
日本国民は、国家の名誉に懸け、全力をあげてこの高遠な主義と目的を達成することを誓ふ。

## 関連条文
- 日本国憲法第1条 - 国民主権
- 日本国憲法第9条 - 平和主義
- 日本国憲法第41条 - 国会の地位と立法権